# From Hand to Mouse
Pour plus de détails, voir Fiche technique et Distribution.
From Hand to Mouse est un court métrage d'animation américain de la série des Looney Tunes réalisé par Chuck Jones, sorti en 1944.
C'est un remake partiel de The Lyin' Mouse en 1937. Le scénario fait allusion aux tickets de rationnement qui étaient en usage pendant la guerre.

## Synopsis
Afin d'éviter d'être mangé par un lion, une souris propose de lui sauver la vie un jour.

## Fiche technique
- Réalisation : Chuck Jones
- Scénario : Michael Maltese
- Production : Leon Schlesinger Studios
- Montage : Treg Brown
- Musique : Carl W. Stalling
- Pays de production : États-Unis
- Langue : anglais
- Genre : dessin animé de comédie
- Durée : 8 minutes
- Format :  35 mm - couleur (Technicolor) - son mono - rapport de forme : 1,37:1  - procédé cinématographique : sphérique
- Date de sortie :
  - États-Unis : 5 août 1944

### Animation
Animateurs :
- Robert Cannon (seule personne figurant au générique)
- Lloyd Vaughan (en)
- Ben Washam (en)
- Ray Patin
- Rev Chaney
- Ken Harris

Supervision de l'animation :
- Steve Milman

Décors et mise en place :
- Robert Gribbroek (en)

## Distribution
- Mel Blanc : souris, lion et gorille